# I huvudet på en mördare
I huvudet på en mördare är ett svenskt kriminalprogram som började sändas i TV3 den 4 oktober 2018. I den första säsongen tar programmet upp fyra uppmärksammade svenska brottsfall.

## Avsnitt

### Säsong 1 (2018)
| Nr | Sändningsdatum | Kriminalfall                                            |
| -- | -------------- | ------------------------------------------------------- |
| 1  | 4 oktober      | Anders Eklund och mordet på Engla                       |
| 2  | 11 oktober     | Kristoffer Johansson och mordet på Vatchareeya Bangsuan |
| 3  | 18 oktober     | Peter Mangs                                             |
| 4  | 25 oktober     | Jonna Henningsson och styckmordet i Askersund           |

### Säsong 2 (2019)
| Nr | Sändningsdatum | Kriminalfall                                                              |
| -- | -------------- | ------------------------------------------------------------------------- |
| 1  | 28 mars        | Kjell-Åke Johansson                                                       |
| 2  | 4 april        | Edvin Gyllensvaan                                                         |
| 3  | 11 april       | Mikael Hagelin                                                            |
| 4  | 25 april       | Benita Hokkanen Mordet på Madeleine Delbom i Långshyttan 2016             |
| 5  | 2 maj          | Billy Fagerström Mordet på 19-åriga Tova Moberg i Njutånger i maj 2017    |
| 6  | 9 maj          | "Den leende styckmördaren" Janne Tuomela och mordet på Nina Peltonen 2006 |

### Säsong 3 (2019)
| Nr | Sändningsdatum | Kriminalfall |
| -- | -------------- | --- |
| 1  | 24 oktober     | Martin Jonsson (född 1983) slog ihjäl sin före detta flickvän sommaren 2016                                                |
| 2  | 31 oktober     | Albin Aspgren erkände i september 2014 att han både mördat och styckat sin kvinnliga vän                                   |
| 3  | 7 november     | Mikael Kittilä dejtade i hemlighet homosexuella män som han torterade och mördade. Han dömdes 2008 till livstids fängelse. |
| 4  | 21 november    | Jonas Runnemark mördade sin hustru och deras gemensamma bebis 2014                                                         |
| 5  | 28 november    | Den sexualsadistiske seriemördaren Bengt Karlsson                                                                          |
| 6  | 5 december     | Johan Fallqvist dömdes till livstids fängelse för att ha våldtagit och mördat en småbarnsmamma i Fagersta                  |
| 7  | 12 december    | Anton Lundin Pettersson och skolattacken i Trollhättan år 2015                                                             |

### Säsong 4 (2020)
| Nr | Sändningsdatum | Kriminalfall                                                                       |
| -- | -------------- | ---------------------------------------------------------------------------------- |
| 1  | 22 oktober     | Jimmie Andersson (född 1989) mördade en 73-årig kvinna i Halmstad 2010             |
| 2  | 29 oktober     | Ingemar Andersson sköt ihjäl sin exsambo Susanne i Västra Frölunda 2013            |
| 3  | 5 november     | Henrik Lugn misshandlade och mördade sin fru 2018                                  |
| 4  | 12 november    | Ulf Olsson och morden på Helén Nilsson och Jannica Ekblad                          |
| 5  | 19 november    | Andreas Johansson lockade 2010 17-åriga Johanna med modellkontrakt och ströp henne |
| 6  | 26 november    | Rödebypappan 2007                                                                  |
| 7  | 3 december     | Giftmördaren David Sjöblom                                                         |